# Шчавно-Здрој
Шчавно-Здрој (пољ. Szczawno-Zdrój) град је у Пољској у Војводству доњошлеском. По подацима из 2012. године број становника у месту је био 5882.

## Становништво
| 2012. |
| ----- |
| 5.882 |